# Jean-Louis Bezard
Pour les articles homonymes, voir Bezard.
Jean-Louis Bezard est un joueur français de rugby à XIII.

## Carrière en Rugby à XIII

### Équipe de France
- International (1 sélection) 1981